# Прапор Мола
Прапор Мола був офіційно прийнятий муніципальною радою 5 жовтня 1987 року як муніципальний прапор муніципалітету Мол в провінції Антверпен. 6 червня 1989 року він був підтверджений урядом Фландрії та остаточно опублікований 8 листопада 1989 року в офіційному бельгійському державному віснику.
Офіційно прапор описується так: 
Дві однаково довгі смуги червоного і жовтого кольорів, на червоному жовтий ключ Святого Петра.
Кольори прапора походять від міського герба. Ключ символізує Петра, покровителя абатства Корбі. 

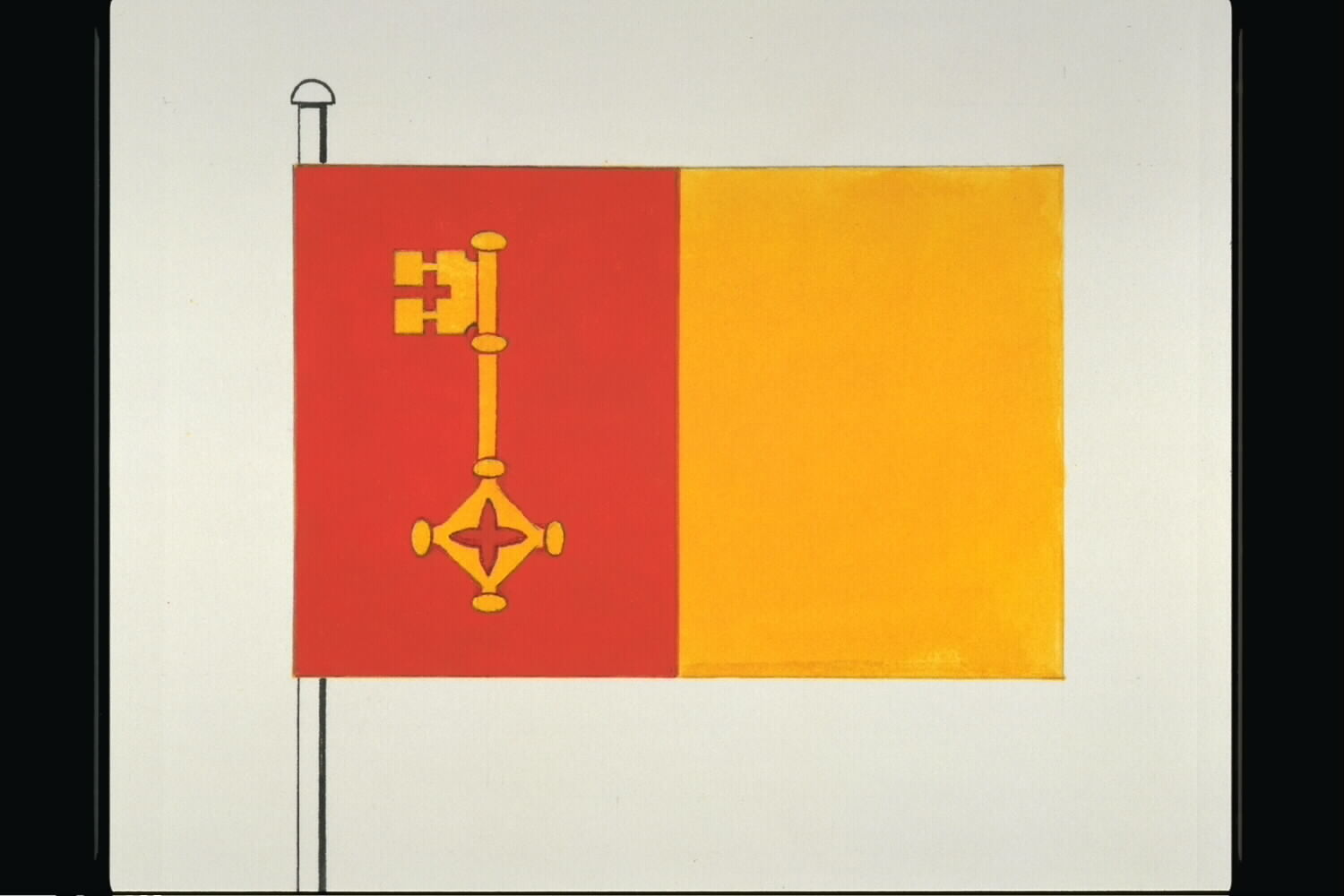
Офіційний малюнок прапора
Герб Мола